# Joan Andreu i Garriga
Joan Andreu i Garriga (Bràfim, 10 de gener del 1920 – Tarragona, 1 d'abril del 2003) va ser músic i compositor de música lleugera. Ocasionalment signà amb el pseudònim Elmer Kramer, i una de les seves peces més editades va ser el bolero Qué gusto da.

## Biografia
Durant molt de temps va estar vinculat a la "Cobla-orquestra Marabú" de Valls, primer com a cantant i després com a director artístic. També va ser un destacat intèrpret d'orgue.
Andreu va destacar per la composició de ballables, molts dels quals foren èxits no tan sols al nostre país sinó als Estats Units. A més del seu nom, també emprà els pseudònims Taylor, Williams i molt especialment Elmer Kramer. Ja de gran es dedicà a la composició de sardanes i a recitals poètics de cançons en el Camp de Tarragona. Va posar lletra a les sardanes següents: Idíl·lica (Francesc Juanola i Reixach), L'aplec de l'Estany (Jesús Ventura i Barnet), Magdalena (Manuel Saderra i Puigferrer) i Modistetes catalanes (Àngel Noguera i Alegre).
L'any 1996 li fou atorgada la medalla Francesc Macià de la Generalitat de Catalunya. Té un carrer dedicat al seu nom a la vall de l'Arrabassada, a Tarragona.

## Obres
- Amunt, amunt, amb lletra de J.Ventura, himne de la Unió Esportiva de Valls; gravat per la coral Aroma Vallenca en el casset Unió Esportiva Valls (Valls: Proditsa, 1990)
- Canço de la calçotada, gravada en el casset Unió Esportiva Valls
- Ciutat de Valls, cançó amb lletra de Dolors Virgilio, gravada en el casset Unió Esportiva Valls
- Dansa de Garidells, instrumentació per a cobla de la música tradicional de J.Tomàs, enregistrat per la Cobla Mediterrània en el CD A ballar, dansa d'arrel tradicional 2 (Barcelona: Àudio-visuals de Sarrià, 2004, ref. AVS 51915)
- Goigs del Roser, arranjament de la melodia
- Himne de la Lleva del Biberó, lletra de Daniel Ventura i Solé, enregistrada per la Coral de Vila-seca en el casset Agrupació de Supervivents de la Lleva del Biberó 41 (Capellades: Agrupació de Supervivents de la Lleva del Biberó 41, 1983)
- Noieta de Cambrils, havanera coescrita amb P.Elies, enregistrada en el casset Havaneres. Grup Canya Dolça (Barcelona: PDI, 1995)
- Si miréssim tots al cel, cançó gravada en el casset Unió Esportiva Valls
- Sota el cel blau (1966), cançó guanyadora de la "Primera Vuelta a Cataluña de la Canción", enregistrada (EPs: Francisco Garrido, Iberia, 1966;Manel, Belter 51.789, 1967)

### Música de ball
(La majoria, per a orquestra de ball)
- A mí solamente, fox (1961), A paso firme, mambo (1959), A quién se le ocurre, twist (1966), Abismo, rock (1966), Algo más, bolero mambo (1961), Amarga confesión, beguine (1962), Bailando ye-yé, surf (1965), Black and red, rock (1978), Bomba Cha-cha-chá (1958), Bounce 66, fox (1966), Brumas, fox-swing (1962), Canto doliente, bolero (1962), Carnaval do meu Brasil, samba marcha (1978), Cascabel del amor, cha-cha-chá (1956), Cha-cha-chá mambo (1957), Chaquichú, guarasón, Chicago de noche (Chicago by night), moderato-beat, Chiquitita brasilerira, samba (1955), El cielo fue testigo, fox (1954), Cien besos, beguine (1954), Cleopatra, guarasón salsa (1985), La conocí en Río, samba (1950), Cosquillas me da, cha-cha-chá (1956), De cabeza, fox swing (1963), Día caluroso, fox swing (1962), Día de San Blas, merengue (1963), Díme tu, Dolores, cha-cha-chá (1956), Empire state, swing (1966), En órbita, rock and roll (1967, coescrita amb Jaume Miralles), Enamorada, fox (1966), Entre tu y yo, bolero (1952), España es diferente, beat (1968), Esperando así, fox (1955), Esperándote (1965), Estoy enamorado de tí, moderato beat (1980), Fabuloso, mambolinoo (1959), Fue día de fiesta, calypso-rock (1961), Fuente del amor (1976), Géminis (1971, coescrit amb Josep Andreu i Garriga), Guardo tu recuerdo, bolero (1959), Hasta luego mi amor, cha-cha-chá (1966), Hoy la he visto (1975), Humo que se va, bolero (1960), Juega la niña, cumbia (1966, signada Williams), Juntos, tu y yo, fox (1965), Locamente enamorada, beat gogó (1970), Macagua, mambo (1959), Magnífico, mambolino (1969), Mambo, ¡yes! (1954), Me gusta el giro (1966), Mendigando, beguine (1960), Mituka, merecumbé (1963), Moyo bamba, guarasón (1977), Mr. Lucky, fox swing (1950), Las muchachas de Barcelona, sardana-fox (1962), Muñequita de papel (1974), Nada sé, fox (1954), Nagú, calypso fox (1961), Nancy beat (1974), Negra Leonó, guaracha ((1953), No digas mentiras, bolero-mambo (1958), No he de llorar, guaracha (1957), No sufras mi amor, beguine fox (1953), Nuestro lema, beat (1969), Nunca, cumbia (1978), Oh, oh, cariño, surf (1966), Oklahoma, con solo de saxo alto, Olé, españolísima!, bolero (1960), Por la ciudad, fox-swing (1963), Protón, medium bounce (1965), Qué gusto da, bolero (1959), ¡Qué luna de miel!, swing (1962), Qué tendrás amor, rock (1963), Qué triste recuerdo, fox (1959), Quién canta, cumbia (1969), Quiero bailar la cumbia (1976), Recuerdo, chacuba (1978), Rochester, fox (1974), Rock del soldado (1962), Rojo coral, cha-cha-chá (1965), Ruta Canadá, fox swing (1959), Sevilla mambo (1968), Sabrosón, mambo (1958), Si Diós lo quiere así, tango (1955), Si me quieres, te quiero, fox (1957), Siempre a tu lado (1973), Siempre yenka (1965), Sin un amor, bolero (1958), Sirtaki de Atenas (1965), Starsky (1979), Stork Club, fox (1966), Sólo con un beso, rock (1964), Suite sevillana (1960), Súper beat, beat-gogó, sola orquesta con solo de saxo y trompeta (1970), Rosiña de Coimbra, fado fox (1958, gravat per Maruchi Taylor i orquestra), Tango de España (1960), Tatagúa, mambolino (1978), Tío Sam, fox (1963), Todo al revés, rumba flamenca (1979), Toro bravo, balada (1964), Trompeta beat, para trompeta solista (1960), Trompeta brillante, para trompeta y orquesta (1964), Trompeta de oro, slow (1969), Tus caricias (1978), Último piso, fox swing (1961), Un caprichito, cha-cha-chá (1960), Un cortijo andaluz, pasodoble (1960), Una enfermedad, cha-cha-chá (1959), Ven a mi (1978), Verbenero, pasodoble (1965), Viejo marinero, rock (1980), Viene y va, cha-cha-chá (1962, coescrita amb Víctor Olcina i Blasco), Virgencita de amor, bolero (1950), Volando a Río, samba (1959), Yacoli, mambo (1956), Yuma, ritmo de ja (1959), Zambeze, mambolino (1968)
- Signada amb el pseudònim Elmer Kramer: Baila hully gully (1964), Black beat (1973), Classic swing (1962), Club Tijuana (1974), Ellington bounce (1966), Gran súper beat (1973), Jazz serenata, sobre un tema de Schubert (1969), Lago americano (American Lake) (1965), London beat (1969), Soñando swing (1961), Twist en Chicago (1963)
- Signada amb el pseudònim Taylor: Bailando en Cambute, mambo (1957), Junto a tus rejas, bolero (1962), Me dices que no, cha-cha-chá (1959), Tabuco, mambo (1964), Yemayá mambo (1953), Tus promesas, bolero (1954), Zapatillas rojas, fox (1962)

### Música per a cobla
- Amàlia, polca
- Ball de coques de Mont-roig del Camp, harmonització (Interpretat a la gralla per Lluis Bullit i Guasch Arxivat 2016-03-03 a Wayback Machine.)
- Esmeragda, masurca
- Jota de Paüls, dansa

### Sardanes
- Agramunt sardanista (1996)
- Albada
- Almoster, balcó del Camp
- Alt Camp
- Amic Carulla
- L'amic Torrents
- Amorosa
- L'aplec de les Borges del Camp (1992), amb lletra de l'Agustí Pàmies i Freixas, arranjada a quatre veus mixtes per a ser cantada a cor
- Aplec de primavera (1973)
- Ateneu de Tarragona (1991), enregistrada
- Baixant de la Font del Gat, enregistrada
- Balcó del Mediterrani
- El barri de la Sardana
- El besavi Daroca, enregistrada per la cobla Els Montgrins al CD Sardanes a les Borges del Camp, Botarell i Cornudella de Montsant (Barcelona: Alternativa, 1995, ref. A CD 075)
- Biberons supervivents
- Bon cop de falç
- Brafinenca
- Camp de Mart
- Canigó nevat
- Carolina, bella flor
- Carrer de la Sardana
- Carrer de la Unió
- Carrer de les Gavarres
- Carrer dels Garrofers, dedicada a la Unió Anelles de la Flama de Valls
- Carrer Llovera
- Carrer Monterols
- Castell de Vila-rodona
- Centre d'amics de Reus (1992), enregistrada
- Cercle Català (1974)
- El cimbori
- Cinc anys
- Concurs de ciutat de Valls
- Coral Aroma Vallenca
- Desè aniversari
- Divertiment
- L'ermita de Bràfim (1984), enregistrada
- Ermita de la Salut de Tarragona
- Festes decennals 1991
- La font del Pubill, enregistrada
- Fòrum romà
- Giravolt (1984)
- Els goigs del Pont
- Hotel Roc Blanc
- Masia Bou (1986)
- Masia Vallense
- Mireia (1994)
- Monestir de Santes Creus, enregistrada
- Montserrat mai morirà
- Las muchachas de Barcelona, sardana-fox (1962)
- La nit de Mas Miquel
- La nostra sardana
- Part Alta i Serrallo
- Passeig de les Palmeres
- El patufet
- Petits Bell Esplai
- La plaça de l'ermita (1992)
- Plaça de la pastoreta
- La Plaça del blat, enregistrada
- Plaça Mercadal
- Plaça Prim
- Plaça Verdaguer
- Els ponterrins
- Posta de sol (1982)
- Puig-rodó (1981)
- Raval de Jesús
- Raval de Robuster
- Recordant a Salvador Daroca (1997)
- La reina de casa (1979), a la seva filla
- Ressò, accèssit del premi Joaquim Serra 1985, enregistrada
- Retaule de Sant Jaume
- El riu Gaià
- Riudecols, què més vols
- Riudoms, vila joiosa (1988)
- Romiatge a Rocacorba (1991), enregistrada
- Rosa d'abril, enregistrada
- Rotllana Oberta (1989), dedicada al programa de ràdio
- La ruta del Cister
- Els Sants Metges de Sarral
- La sardana de Bràfim
- Sardana de la calçotada
- La sardana de Reus
- La sardana del rector (1991), enregistrada
- Sardana del rei Jaume, enregistrada
- Sardanes a Cornudella
- Sardanes a Tordera, enregistrada per la cobla Els Montgrins al LP A Tordera, sardanes (Barcelona: Àudio-visuals de Sarrià, 1989, ref. AVS 20.1388)
- Sardanes del vi novell
- Som i serem, sobre temes nadalencs
- Tarragona imperial
- Torrons d'Agramunt
- Tres Turons, dedicada a la cobla de Bellpuig d'Urgell
- Un dos, i seguit
- Valls sardanista, dedicat al cinquè aniversari de Ràdio Capital de l'Alt Camp
- Verge de la Pineda de Vila-seca (1989), per a cor i tres veus; amb lletra de Josep Devesa i Martí, instrumentada per a cobla per E.Sendra Música a piano
- Verge de la Roca, enregistrada
- Verge de Misericòrdia, enregistrada
- Verinosa
- La vila de Bràfim
- Vila de Salomó

## Gravacions
- 10 sardanes de Joan Andreu Casset gravat per la cobla La Principal de Tarragona (Barcelona: PDI, 1995, ref. 503701 PDI)